# De fyra stora talspråksromanerna
De fyra stora talspråksromanerna (på kinesiska 四大名著, sì dà míng zhù, "de fyra stora berömda verken") är fyra kinesiska klassiska romaner skrivna på talspråk (till skillnad från böcker skrivna på klassisk kinesiska):
- Sagan om de tre kungarikena –Sānguó yǎnyì 三国演义.
- Berättelser från träskmarkerna   –Shuǐhǔ zhuàn 水浒传 .
- Färden till Västern av Wu Cheng'en – Xīyóu jì 西游记.
- Drömmar om röda gemak av Cao Xueqin – Hónglóu mèng 红楼梦.

Sammanställningen av dessa fyra verk förekommer allmänt i västliga översikter över Kinas litteratur.
Tre av de fyra verken finns 2022 i svensk översättning. Göran Malmqvist har översatt 
Berättelser från träskmarkerna 1976-1979 och Färden till västern 1995-1996, medan Pär Bergman har översatt Drömmar om röda gemak 2017.
De tre första verken är från Ming-dynastin  och skrevs under 1300- till 1500-talen samt trycktes första gången på 1500-talet, i samtliga fall efter sina förmodade författares död. 
De av Malmqvist översatta verken har en form som knyter dem till en muntlig berättartradition. De består av ett stort antal löst sammanfogade kapitel eller omgångar. Malmqvist skriver i sitt förd till del 1 av till Berättelser från träskmarkerna:
Varje kapitel eller omgång inleds med orden «Nu ska berättas om …» och avslutas, när handlingen är som mest spännande, med orden «Vill ni veta hur det gick sen får ni lyssna till nästa omgång!» Vi kan vara helt övertygade om att betättaren inte gick vidare i texten förrän lyssnarna hade lämnat sin tribut av kopparslantar.
Det fjärde verket, Drömmar om röda gemak är från 1700-talet (Qing-dynastin). Också det trycktes först efter sin huvudförfattare, Cao Xueqin hade avlidit.

## Andra klassiska talspråksromaner
Den kinesiske litteraturvetaren C.T. Hsia, som var verksam i USA, skriver om sex verk i sin bok The classical Chinese novel, och hans amerikanske kollega Andrew skriver om fyra verk från Ming--dynastin i The Four Masterworks of the Ming Novel.  De två verk som tillkommer nämns här under sina kinesiska namn ordagrant översatta:
- Jinpingmei 金瓶梅  – Gyllene plommonblomstvasen, från 1500-talet, Ming-dynastin
- Rulin waishi 儒林外史  儒 – Lärdomsvärldens inofficiella historia, från 1700-talet, Qing-dynastin.

Jinpingmei finns i en ofullständig svensk översättning som Chin Ping Mei: Romanen om Hsimen och hans sex fruar. Översättningen är baserad på en tysk översättning från kinesiska. Verket är omstritt på grund av sina erotiska skildringar.
Det sjätte verket, Rulin waishi, är en satir över konfucianismens företrädare i författarens samtid, men har handlingen förlagd till ett tidsskede under Mingdybastin. Det förefaller inte ha fått någon uppmärksamhet på svenska språket.